# Marcelo Rubens Paiva
Marcelo Rubens Paiva (San Paolo, 1º maggio 1959) è uno scrittore, drammaturgo e giornalista brasiliano.

## Biografia
Nato a San Paolo il 1º maggio 1959, traslocò con la famiglia a Rio de Janeiro nel 1966, dopo che il padre Rubens, deputato del Partito Laburista Brasiliano, fu esiliato dal golpe del 1964. 
Nel 1970 subì un primo trauma, la sparizione del padre ad opera dei militari durante la dittatura. Il padre venne assassinato nel gennaio del 1971, ma della sua morte si ebbe certezza sono molti anni dopo. Tornato a San Paolo nel 1974, si iscrisse alla Università statale di Campinas frequentando i corsi di ingegneria agricola.
A vent'anni, soffrì il secondo trauma della sua vita: per una caduta in un lago, si fratturò la quinta vertebra cervicale, rimanendo tetraplegico. Dopo anni di fisioterapia riprese l'uso delle mani e delle braccia, raccontando la sua dolorosa esperienza nel suo primo romanzo Feliz ano velho, del 1981, tradotto in molte lingue e divenuto in Brasile un best seller, vincitore di vari premi letterari.
Si è laureato in Scienze della Comunicazione all'Universidade de São Paulo e in Teoria Letteraria all'Università statale di Campinas.
È del 1986 il suo secondo romanzo: Blecaute. Dal 1989 ha cominciato a scrivere testi teatrali. Nel 1990 ha pubblicato Ua:brari, e nel 1992, As fêmeas, un saggio sulla sessualità.
Nel 2001 Rafael Ponzi ha diretto le sue opere Mais-que-imperfeito e Closet Show (2003).
Nel 2009 ha sceneggiato un film, Fiel, insieme a Serginho Groisman.
A partire da quello stesso anno ha cominciato a dirigere le sue stesse opere, con A noite mais fria do ano, interpretato da Hugo Possolo, Paula Cohen, Alex Gruli e Mário Bortolotto. Nel 2010 ha diretto O predador entra na sala, con Raul Barreto, Anna Cecília Junqueira e Celso Melez.
Ha lavorato per molto tempo anche nella stampa, alla rivista Veja, dove ha svolto le mansioni di critico letterario; a Vogue, alla Folha de São Paulo, e dal 2004 all'O Estado de São Paulo. Nel 2009 il suo blog è stato premiato come Melhor Blogue de Comunicação.
Dal suo libro di memorie Ainda estou aqui (2015), incentrato sulla scomparsa del padre e tradotto in italiano con il titolo Sono ancora qui (La Nuova Frontiera, 2025), è stato tratto il film omonimo nel 2024.

## Opere
- Feliz ano velho (1981)
- Blecaute (1986)
- Ua:brari (1990)
- As fêmeas (1992)
- Bala na agulha (1994)
- Não és tu, Brasil (1996)
- Malu de bicicleta (2004)
- O homem que conhecia as mulheres (2006)
- A segunda vez que te conheci (2008)
- E aí, Comeu? (2012)
- As verdades que ela não diz (2012)
- 1 drible, 2 dribles, 3 dribles: manual do pequeno craque cidadão (2014)
- Ainda estou aqui (2015)
  -  Sono ancora qui, traduzione di Marta Silvetti, Roma, La Nuova Frontiera, 2025, ISBN 978-88-8373-483-0.
- Meninos em fúria (2016)
- O orangotango marxista (2018)
- O homem ridículo (2019)

## Premi
- Prêmio Jabuti de Literatura
- Prêmio Moinho Santista